# Райгород (Алтайский край)
Райгород — село в Алтайском крае России. Входит в городской округ город Славгород. До 2012 г. входило в состав Селекционного сельсовета Славгородского района.

## История
Основано в 1911 году, немцами переселенцами с Поволжья. До 1917 года лютеранское село Славгородской волости Барнаульского уезда Томской губернии. В 1931 г. организован колхоз «Славгородский».

## Население
| 1997 | 1998 | 1999 | 2000 | 2001 | 2002 | 2003 |
| ---- | ---- | ---- | ---- | ---- | ---- | ---- |
| 178  | ↘175 | ↘171 | ↗184 | ↘183 | ↘159 | ↗162 |
| 2004 | 2005 | 2006 | 2007 | 2008 | 2009 | 2010 |
| ↗167 | ↘160 | ↗176 | ↗181 | ↘175 | ↗180 | ↘124 |
| 2011 | 2012 | 2013 |      |      |      |      |
| ↗125 | ↗144 | ↘133 |      |      |      |      |